# Бальчиконис, Юозас
Юо́зас Бальчико́нис (Юозас Францевич Бальчиконис; лит. Juozas Balčikonis; 25 марта 1885, дер. Эришкяй, Поневежский уезд — 5 февраля 1969, Вильнюс) — литовский языковед, академик Академии наук Литвы (1946), исследователь и стандартизатор литовского языка, один из составителей академического многотомного «Словаря литовского языка» (1941—1962). Коллектив составителей словаря стоял у истоков создания Института литовского языка.

## Биография
Родился в крестьянской семье. Учился в начальной школе в Рамигале. В 1905 году окончил реальную гимназию в Поневеже, в 1911 году — Санкт-Петербургский университет. Работал в редакциях литовских газет в Вильнюсе. Преподавал в школах.
В 1918—1920 годах был директором Паневежской гимназии, в 1920—1924 годах — директором Паневежской учительской семинарии. В 1924—1931 годах преподавал в Литовском университете (с 1930 года носившего имя князя Витаутаса Великого) в Каунасе. В 1944—1960 годах работал в Вильнюсском государственном университет, в 1944—1950 годах заведовал кафедрой литовского языка. С 1944 года профессор, с 1946 года член Академии наук Литвы.
Похоронен в родном селе в Паневежском районе.

## Память

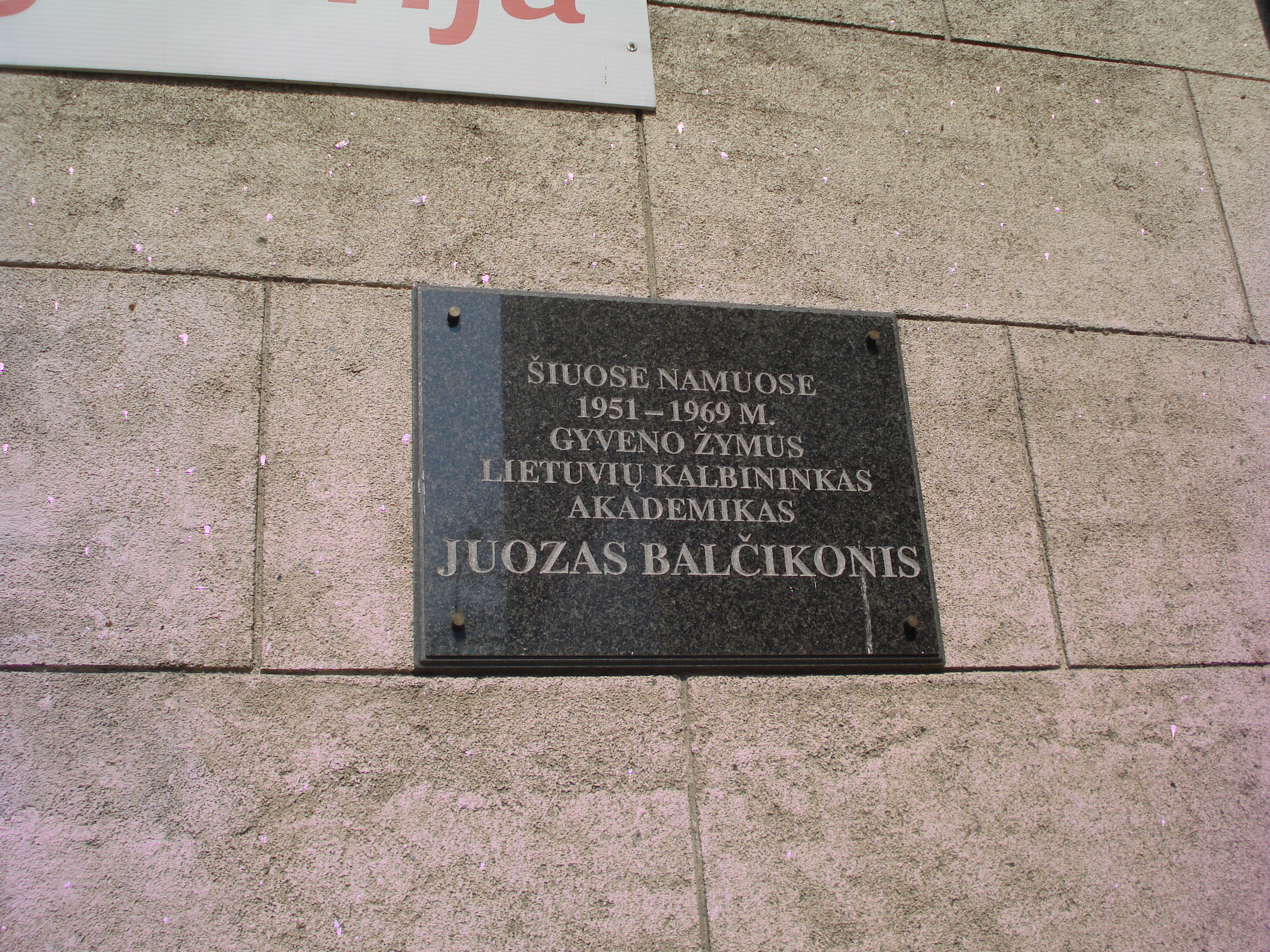
Мемориальная таблица в память Юозаса Бальчикониса

Имя Юозаса Бальчикониса носит гимназия в Паневежисе. На фасаде дома, в котором учёный жил в Вильнюсе в 1951—1969 годах (улица Тумо-Вайжганто 9), установлена мемориальная таблица.

## Основные труды
- Бальчиконис Ю. Названия литовских населенных пунктов, образованных от названий рек и озёр. — Рига: Lingua Posnaniensis, 1959.